# Limenitis hilareia
Limenitis hilareia är en fjärilsart som beskrevs av Hans Fruhstorfer 1915. Limenitis hilareia ingår i släktet Limenitis och familjen praktfjärilar. Inga underarter finns listade i Catalogue of Life.